# آدم ليونارد
آدم ليونارد (بالإنجليزية: Adam Leonard)‏ هو لاعب كرة القدم الكندية أمريكي، ولد في 4 نوفمبر 1986 في سياتل في الولايات المتحدة.